# ラテライト

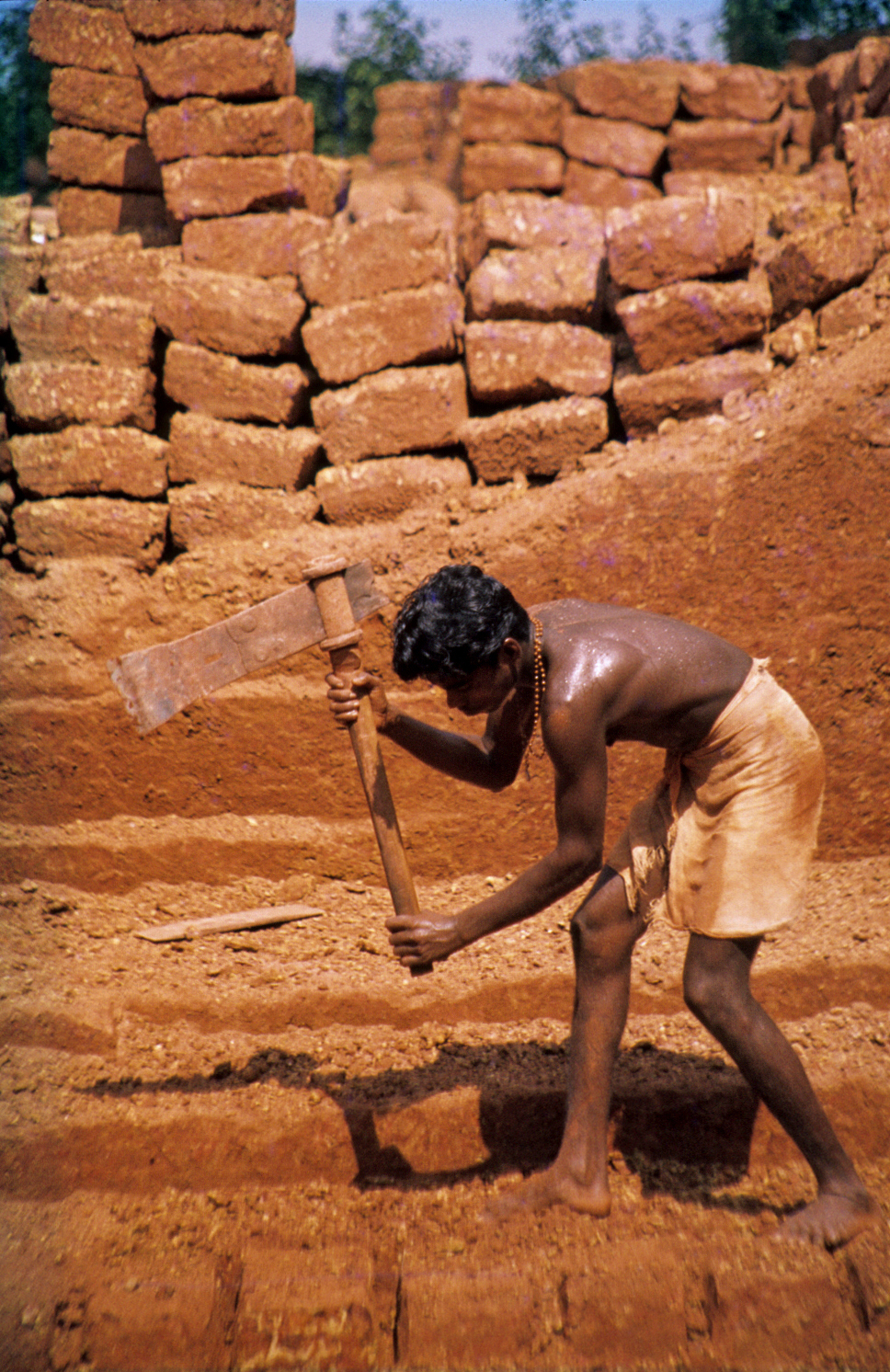
インドの煉瓦工場

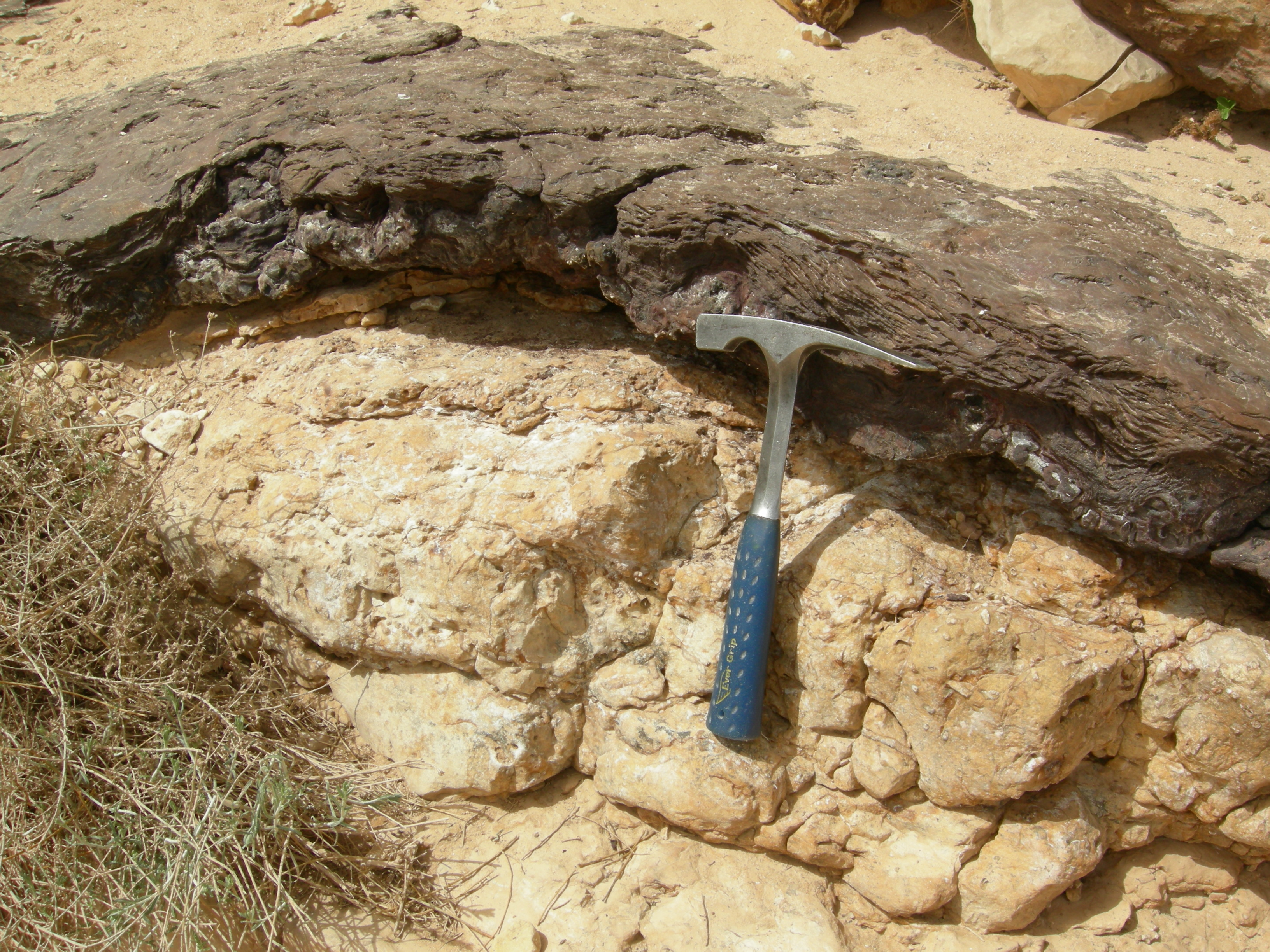
ラテライト

ラテライト（英: laterite）は、鉄やアルミニウムの水酸化物を主成分とする土壌。成帯土壌のうち湿潤土壌に分類される。日本語では紅土という。ラトソルやラトゾルとも呼ぶ。語源はラテン語のLater（「煉瓦」の意）。
サバナや熱帯雨林に分布する。地表の風化物として生成された膠結物質（粒子間に鉱物が入り込み、それが接着作用をしたもの）である。雨季に有機質が微生物により分解することに加えて珪酸分や塩基類が溶脱したことにより残った鉄やアルミニウムなど金属元素の水酸化物が表面に集積して形成される。
構成鉱物は主に針鉄鉱、ギブス石、ダイアスポアなどで、インドシナ半島およびインド、キューバなどサバナ気候地方に広く分布している。やせ土なため農業には向いていないが、インドでは煉瓦をつくる原料に利用されている。

## 形成
風化による溶脱が起こる母岩によって成分も変わる。主成分は石英と重金属酸化物である。ボーキサイトは花崗岩類から、鉄は苦鉄質火成岩から、ニッケルは超苦鉄質岩から由来する。起伏が少なく溶脱塩類が流されないところで形成が進む。地質年代では新第三紀から第四紀にかけて発達したが、更新世中期から地球の寒冷化により形成が遅くなった。

## 産地と利用
ラテライトは世界の地表の1⁄3を占めると言われる。ラテライト化した最も古い岩石はブラジルとオーストラリアの先カンブリア楯状地の岩石である。それより新しい時代の造山活動に伴う岩石では、グアテマラ、コロンビア、中部欧州、インド、ミャンマー、ニューカレドニア、キューバ、インドネシア、フィリピンなどがある。
カンボジアのアンコール・ワットには、山地から切り出された砂岩とラテライトが建築石材として使われている。また、水の浸透が良いため、スリランカでは地下のラテライト層を水が通り、アイルランドでは下水の燐、アルミニウム、鉄分の吸着材に使われるという。
ボーキサイト鉱床はラテライトが最も利用されている例だが、インドや南米で見られるように帯状に分布するのが特徴である。